# George H.W. Bush
George Herbert Walker Bush, również George Bush Sr. (ur. 12 czerwca 1924 w Milton, zm. 30 listopada 2018 w Houston) – amerykański przedsiębiorca naftowy i polityk, 41. prezydent Stanów Zjednoczonych (1989–1993). 
43. wiceprezydent Stanów Zjednoczonych w latach 1981–1989, dyrektor CIA w latach 1976–1977, ojciec 43. prezydenta USA George’a W. Busha. Jako przywódca USA wspierał przemiany polityczne i gospodarcze w Europie Środkowo-Wschodniej (Jesień Ludów), a po upadku ZSRR zainicjował pokojową współpracę z Rosją. W trakcie jego prezydentury Stany Zjednoczone prowadziły interwencję zbrojną w Panamie oraz operacje militarne w ramach międzynarodowej koalicji w czasie I wojny w Zatoce Perskiej.
Podczas II wojny światowej George Bush był pilotem w lotnictwie marynarki wojennej (US Navy) i służył podczas walk na Pacyfiku. Po ukończeniu studiów na Uniwersytecie Yale w 1948 roku rozpoczął pracę w przemyśle naftowym w Teksasie. Jako przedsiębiorca stał się w ciągu kilkunastu lat milionerem. Od początku lat 60. XX w. poświęcał się karierze politycznej, wstępując do Partii Republikańskiej. W latach 1967–1971 był członkiem Izby Reprezentantów amerykańskiego Kongresu, a następnie ambasadorem USA przy ONZ oraz szefem misji łącznikowej w Chinach. Pełnił funkcję dyrektora Centralnej Agencji Wywiadowczej (CIA) w latach 1976–1977. Był wiceprezydentem USA w administracji Ronalda Reagana (1981–1989). W 1989 roku objął urząd prezydenta Stanów Zjednoczonych, który sprawował przez jedną kadencję, do 1993 roku.

## Życiorys

### Dzieciństwo i młodość
Urodził się 12 czerwca 1924 roku w Milton, jako syn finansisty i polityka Prescotta Busha. Ukończył Philips Academy w Andover w 1942 roku. Zaraz po otrzymaniu dyplomu, w swoje 18. urodziny zaciągnął się do marynarki wojennej, a 9 czerwca 1943, przed 19. urodzinami, został lotnikiem lotnictwa marynarki, jako jeden z najmłodszych w tym czasie. W czasie II wojny światowej brał czynny udział w operacjach na Pacyfiku. We wrześniu 1943 otrzymał przydział do dywizjonu torpedowego VT-51, który od marca 1944 roku operował z lotniskowca USS „San Jacinto”. Latał samolotem Avenger jako pilot. Brał udział m.in. w bitwie na Morzu Filipińskim, po której jego samolot 19 czerwca 1944 wodował przymusowo, lecz załoga została uratowana przez niszczyciel. 25 lipca Bush wraz z innym samolotem zatopił mały statek. 2 września 1944 podczas ataków na wyspę Chichi-jima jego samolot został trafiony przez obronę przeciwlotniczą. Bush wyskoczył ze spadochronem nad morzem i po czterech godzinach na tratwie został uratowany przez okręt podwodny USS „Finback”; pozostali dwaj członkowie załogi zginęli. W listopadzie Bush powrócił na swój lotniskowiec, a wkrótce jego dywizjon został odesłany do kraju. Bush uczestniczył w 58 misjach bojowych i otrzymał Zaszczytny Krzyż Lotniczy i trzykrotnie Medal Lotniczy. Szkolił następnie pilotów, a od marca 1945 roku został przydzielony do 153 Dywizjonu Torpedowego. Po kapitulacji Japonii, 18 września 1945 został zwolniony ze służby.
Kiedy wrócił do Stanów Zjednoczonych, rozpoczął studia ekonomiczne na Uniwersytecie Yale. Po ich ukończeniu w 1948 roku przeniósł się z rodziną do Dallas i podjął pracę w przemyśle naftowym. W 1963 roku założył własną firmę poszukującą ropy: Zapata Petroleum Industries.

### Kariera polityczna
Na początku lat 60. Bush zainteresował się polityką. W przeszłości popierał działalność zagraniczną Harry’ego Trumana, jednakże sam utożsamiał się z Partią Republikańską. W 1964 roku kandydował w wyborach do Senatu, jednakże nie uzyskał mandatu. Dwa lata później wygrał wybory do Izby Reprezentantów, gdzie zasiadał przez dwie dwuletnie kadencje. W 1970 roku ponownie ubiegał się o mandat senatora, lecz po raz drugi przegrał. W tym samym roku, z nominacji Richarda Nixona, został ambasadorem USA przy Organizacji Narodów Zjednoczonych. Sprzeciwiał się, by osoba pełniąca tę funkcję była jednocześnie członkiem gabinetu – uważał, że powinna podlegać bezpośrednio sekretarzowi stanu.
Po wyjściu na jaw afery Watergate Gerald Ford rozważał zaproponowanie Bushowi wiceprezydentury, jednak ostatecznie powierzył mu szefowanie misji łącznikowej w Chińskiej Republice Ludowej. Urząd ten piastował w latach 1974–1975 i realizował koncepcję polityczną Henry’ego Kissingera. Po powrocie do kraju, w 1976 roku został mianowany dyrektorem Centralnej Agencji Wywiadowczej. Przeprowadził gruntowną reorganizację CIA, dzięki czemu wzrosło zaufanie społeczne do tej instytucji, mocno osłabione po aferze Watergate. W 1977 roku został zdymisjonowany przez nowego prezydenta Jimmy’ego Cartera.

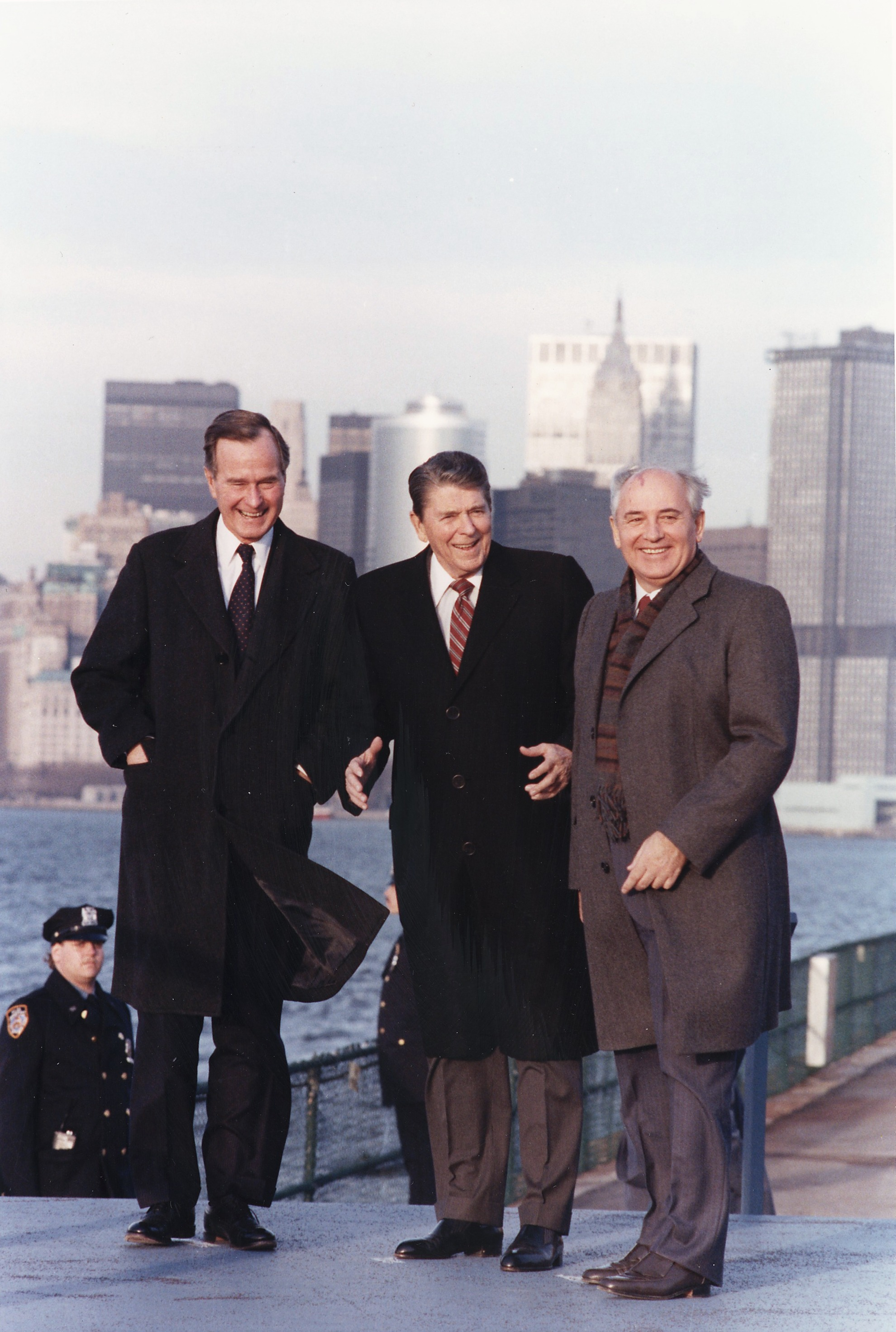
Bush, Ronald Reagan i Michaił Gorbaczow w Nowym Jorku (1988)

W 1980 roku Bush aspirował do uzyskania nominacji przed wyborami prezydenckimi, jednak szef kampanii republikańskiej, James Baker, nie widząc większych szans, wycofał go z wyścigu. Ronald Reagan zaproponował mu stanowisko wiceprezydenta. Bush przyjął ofertę i po zwycięskich wyborach został zaprzysiężony 20 stycznia 1981. Jako wiceprezydent popierał politykę proizraelską i sprzeciwiał się ratyfikacji układu SALT II. Ponadto postulował zrównoważony budżet – uważał, że deficyt budżetowy powinien być rozwiązany przez wzrost inflacji, a nie przez podwyższenie podatków.
W wyborach prezydenckich w 1988 roku był naturalnym kandydatem republikanów na kontynuację polityki, odchodzącego po dwóch kadencjach, Ronalda Reagana. Konwencja wyborcza odbyła się w dniach 15–18 sierpnia w Nowym Orleanie. Ustępujący prezydent udzielił Bushowi stanowczego wsparcia. Kandydatem na wiceprezydenta Bush obrał konserwatywnego senatora z Indiany Dana Quayle’a. Nominację poprzez aklamację uzyskali 17 sierpnia. Z ramienia Partii Demokratycznej wystartował Michael Dukakis, wespół z Lloydem Benstenem. W głosowaniu powszechnym Bush uzyskał 49 milionów głosów, wobec 42 milionów dla Dukakisa. W głosowaniu Kolegium Elektorskiego na republikanina zagłosowało 426 elektorów, podczas gdy na demokratę – jedynie 112. Bush został zaprzysiężony 20 stycznia 1989 roku.

### Prezydentura
Szefem personelu Białego Domu został John H. Sununu, a doradcą do spraw bezpieczeństwa narodowego – Brent Scowcroft. W skład gabinetu Bush powołał Jamesa Bakera na stanowisko sekretarza stanu, Dicka Cheneya na sekretarza obrony i Dicka Thornburgha na urząd prokuratora generalnego. Głównym celem działań Busha była polityka zagraniczna, gdyż angażowanie się w politykę wewnętrzną wymagałoby od jego administracji szukanie kompromisów z, opanowanym przez demokratów, Kongresem. Prowadził tak zwaną „dyplomację personalną” i miał dobre stosunki ze światowymi liderami, m.in. z premierem Kanady Brianem Mulroneyem, kanclerzem Niemiec Helmutem Kohlem, prezydentem Egiptu Husnim Mubarakiem, królem Jordanii Husajnem ibn Talalem i prezydentem Związku Radzieckiego Michaiłem Gorbaczowem.
Na początku czerwca 1989 roku w Chińskiej Republice Ludowej doszło do pacyfikacji demonstracji na Placu Niebiańskiego Spokoju. Bush wyraził ubolewanie, jednak nie zgodził się na nałożenie sankcji. Wstrzymał sprzedaż broni do ChRL, jednakże nie wstrzymał eksportu. Na początku lipca wysłał zastępcę sekretarza stanu i doradcę ds. bezpieczeństwa narodowego, by przekonali władze chińskie, że decyzje amerykańskie były spowodowane chęcią uspokojenia opinii publicznej.

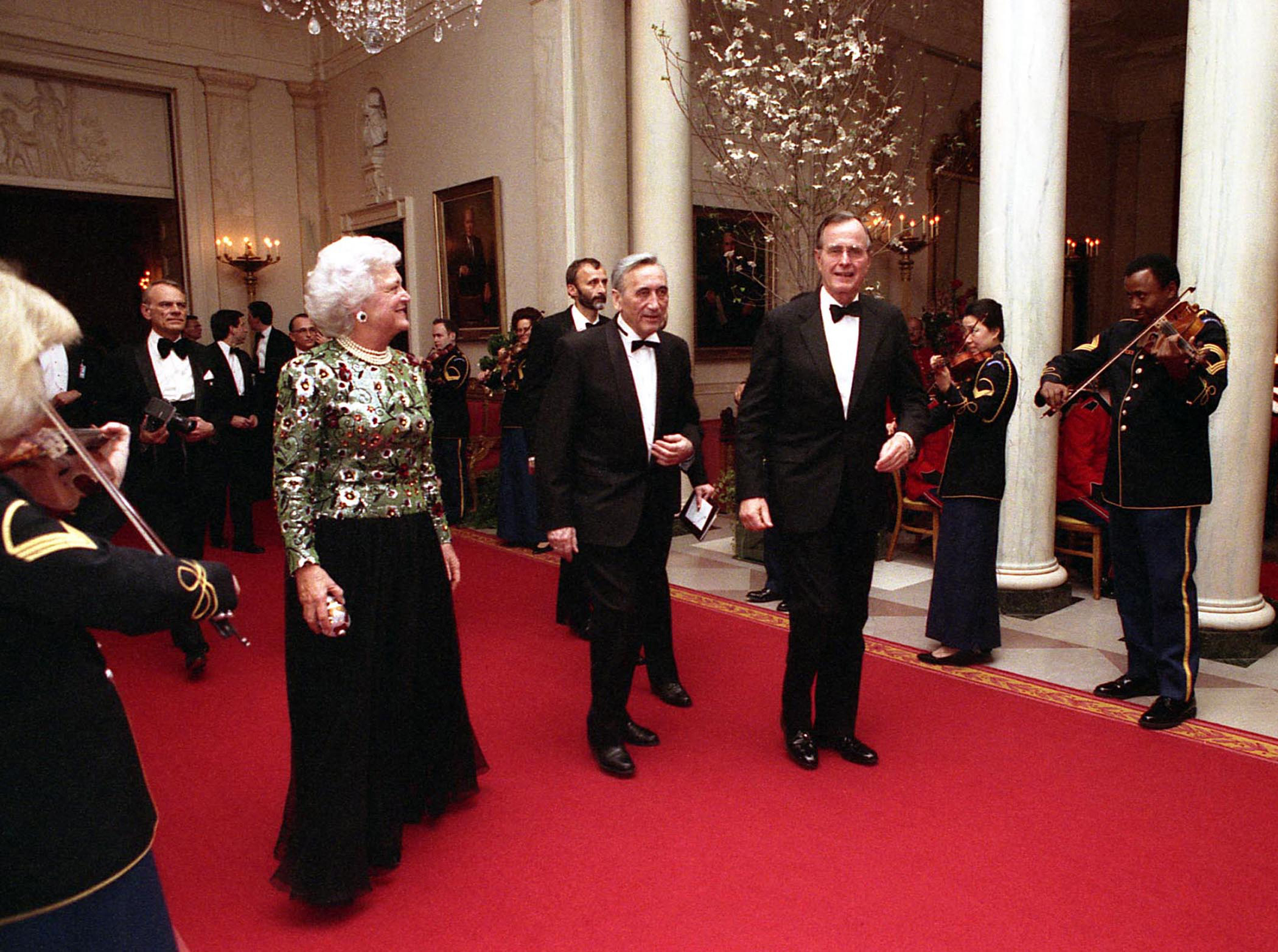
Prezydent George H.W. Bush podczas spotkania z premierem Polski Tadeuszem Mazowieckim w Białym Domu (1990)

W tym samym czasie zachodziły zmiany w Europie Środkowo-Wschodniej. Prezydent sprzyjał Trójkątnemu Stołowi na Węgrzech i Okrągłemu Stołowi w Polsce. Na początku lipca 1989 roku udał się w podróż i odwiedził te dwa kraje. Następnie udał się do Brukseli, gdzie uczestniczył w szczycie NATO. Zapowiedział tam redukcję arsenału atomowego krótkiego zasięgu i zmniejszenie ilości wojsk amerykańskich w Europie o 30 tysięcy. Gdy w listopadzie upadł Mur Berliński i doszło do zjednoczenia Niemiec, wyrażał powściągliwe zadowolenie, by nie prowokować sił w NRD i ZSRR. Odmówił skomentowania masowych przeprowadzek ludności ze wschodnich Niemiec na teren RFN.
Bush sprzeciwiał się wspieraniu contras w Nikaragui. Pod naciskiem demokratów w Kongresie zgodził się przeznaczyć 50 milionów dolarów dla kontrrewolucjonistów, pod warunkiem, że nie będą one przeznaczone na działania ofensywne. 3 października doszło do puczu w Panamie – grupa rebeliantów bezskutecznie usiłowała obalić generała Manuela Noriegę. Bush nie podjął wówczas działań, jednakże gdy w połowie grudnia zabito tam amerykańskiego oficera, prezydent powołując się na ochronę ludności amerykańskiej, wysłał 24 tysiące żołnierzy do Panamy. Zgromadzenie Ogólne Organizacji Narodów Zjednoczonych i Organizacja Państw Amerykańskich skrytykowały tę decyzję. Żołnierze US Army pojmali Noriegę i sprowadzili do Stanów Zjednoczonych, gdzie był sądzony za handel narkotykami.
Na początku grudnia 1989 roku doszło do spotkania Busha z Gorbaczowem na Malcie. Przywódca ZSRR zapewnił, że nie użyje siły, w przypadku proklamacji niepodległości krajów bałtyckich. Z kolei prezydent USA zapewnił, że zachowa powściągliwość w oświadczeniach dotyczących bieżących wydarzeń. Amerykański przywódca zaproponował też dalszą redukcję broni strategicznej, pomoc gospodarczą, a także pomoc humanitarną. Gdy w 1990 roku Związek Radziecki borykał się z problemami żywnościowymi wywołanymi ciężką zimą, Stany Zjednoczone zaproponowały udzielenie kredytu. W trakcie rozpadu ZSRR, w 1991 roku miał miejsce pucz moskiewski Giennadija Janajewa, który Bush określił mianem niepokojącego i antykonstytucyjnego. Jednocześnie wstrzymał pomoc dla Rosji, do czasu wyklarowania sytuacji po zwycięstwie w wyborach prezydenckich Borysa Jelcyna.
1 sierpnia 1990 roku otrzymał informację, że Irak dokonał inwazji na Kuwejt i ogłosił jego aneksję. Stwierdził wówczas, że interesy amerykańskie i innych krajów są zagrożone, dlatego zaczął budować międzynarodową koalicję poparcia interwencji zbrojnej w Iraku. Bush publicznie ostro skrytykował agresję na Kuwejt, zamroził wszystkie aktywa irackie w bankach amerykańskich i zakazał jakichkolwiek kontaktów handlowych z Irakiem. Odbył także rozmowy telefoniczne z liderami państw arabskich, premier Wielkiej Brytanii Margaret Thatcher i premierem Włoch Giuliem Andreottim. 6 sierpnia sekretarz obrony Dick Cheney i generał Norman Schwarzkopf udali się do Arabii Saudyjskiej, gdzie emir Kuwejtu Dżabir as-Sabah uzyskał azyl. Bush postanowił wysłać tam wojska, dla obrony tego kraju przed agresorem. Ponieważ sankcje i żądania wycofania się wojsk Saddama Husajna z Kuwejtu na forum ONZ nie skutkowały, Bush zwiększył liczebność kontyngentu w Arabii Saudyjskiej, a także rozpoczął konsultacje międzynarodowe. Ich celem było uchwalenie rezolucji Rady Bezpieczeństwa ONZ, upoważniającej do interwencji zbrojnej, jeśli wojska irackie nie wycofają się do 15 stycznia 1991. Rezolucję podpisano 29 listopada. 9 stycznia 1991 doszło do spotkania sekretarza stanu USA Jamesa Bakera i ministra spraw zagranicznych Iraku, Tarika Aziza, jednak nie przyniosło ono pokojowego rozwiązania. Trzy dni później Kongres przegłosował uchwałę, upoważniającą Busha do wykonania rezolucji Rady Bezpieczeństwa ONZ. Lotnictwo amerykańskie rozpoczęło atak na Irak 17 stycznia. W odpowiedzi Irak zaatakował Izrael rakietami R-11, mimo że Izrael nie był częścią interweniującej koalicji międzynarodowej. Bush uzyskał zapewnienie izraelskiego premiera Icchaka Szamira, by nie angażował się w wojnę w Zatoce Perskiej. 24 lutego rozpoczęła się operacja lądowa w Iraku, o kryptonimie „Pustynna Burza”. W ciągu trzech dni wojska amerykańskie otoczyły oddziały irackie i zmusiły do kapitulacji. 27 lutego Bush ogłosił zawieszenie broni i wezwał obywateli Iraku do obalenia Saddama Husajna. Dzięki temu zwycięstwu notowania Busha osiągnęły poziom 92% poparcia.

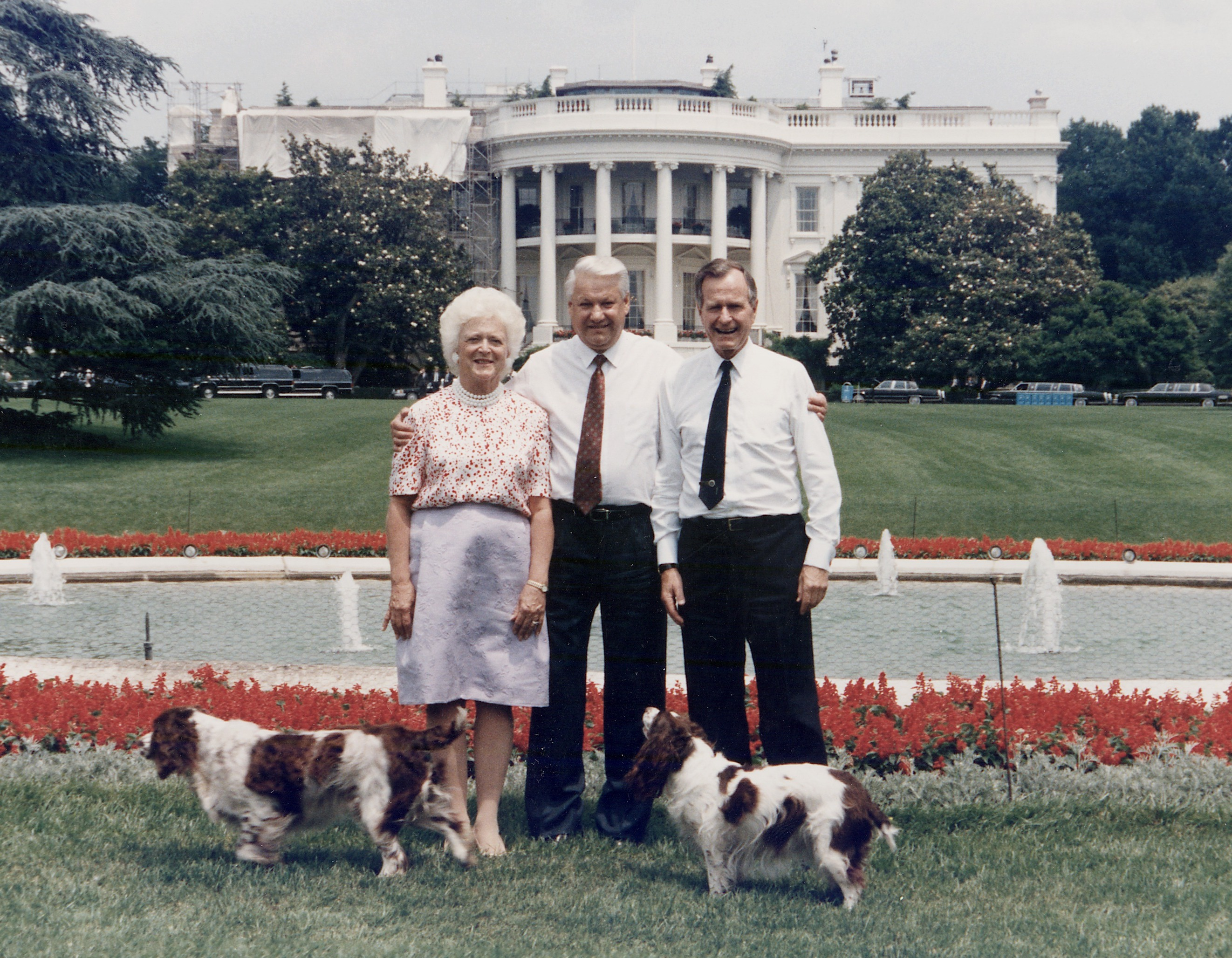
Bush i Borys Jelcyn w Waszyngtonie (1992)

W dziedzinie polityki wewnętrznej Bush musiał uporać się ze skutkami kryzysu gospodarczego w latach 1990–1992. Wskaźnik PKB w czasie jego prezydentury wynosił średnio ok. 0,9%, podczas gdy w czasie drugiej kadencji Reagana – 3,2%. Stopa bezrobocia w 1990 roku wynosiła 6,8%, a dług publiczny – 3,2 biliona dolarów. Pomimo że w kampanii wyborczej w 1988 roku obiecał nie podnosić podatków, w październiku 1990 roku zaproponował ich podwyższenie, w celu rozwiązania problemu deficytu budżetowego. Spowodowało to spadek jego poparcia o 20%. Ponadto jego program podatkowy stawiał na uprzywilejowanej pozycji osoby zamożne, gdyż tej grupie obniżył podatki, podwyższając je osobom mniej majętnym. By poprawić spadające notowania poparcia opinii publicznej, w grudniu 1991 roku przygotował plan obniżki podatków.
W lutym 1992 roku odbyły się pierwsze prawybory przed wyborami prezydenckimi. Bush wygrał większość z nich i na sierpniowej konwencji republikanów w Houston uzyskał nominację. Jego kontrkandydatem z ramienia demokratów był Bill Clinton. Prezydent starał się koncentrować kampanię wokół polityki zagranicznej, jednak większość Amerykanów uważała, że kluczową sprawą jest gospodarka. Poprawiająca się koniunktura dawała nadzieje urzędującej administracji, jednak poprawa była zbyt późna i zbyt słaba, by zapewnić im zwycięstwo. W głosowaniu powszechnym Bush uzyskał 37,5% poparcia, podczas gdy Clinton – 43% (aż 19% głosów zdobył kandydat spoza nurtu dwóch głównych partii – Ross Perot). W głosowaniu Kolegium Elektorskiego na kandydata demokratów głosowało 370 elektorów, wobec 168 głosów na kandydata republikanów.

### Emerytura
Po porażce wyborczej i opuszczeniu Białego Domu, mniej angażował się publicznie. Mimo to nadal uczestniczył w niektórych inicjatywach zagranicznych. W 1993 odwiedził Kuwejt, gdzie spotkał się z szejkiem Jabirem As Sabahem, a następnie Wielką Brytanię, gdzie królowa Elżbieta II wyróżniła go Wielkim Krzyżem Rycerskim Orderu Łaźni. Rok później udał się w podróż do Azji, w czasie której odwiedził Japonię (wygłosił przemówienie do zwolenników Kościoła Zjednoczeniowego Sun Myung Moona) i Wietnam (wizytował miejsca pochówku żołnierzy poległych w czasie wojny wietnamskiej).
Zmarł w Houston 30 listopada 2018 w związku z formą choroby Parkinsona. Po jego śmierci prezydent Donald Trump ogłosił 5 grudnia dniem żałoby narodowej, a Kosowo ogłosiło również dzień 5 grudnia dniem żałoby narodowej. W pogrzebie państwowym w Waszyngtonie uczestniczyło wielu przywódców i polityków ze wszystkich stron świata, w tym Lech Wałęsa i Andrzej Duda. 6 grudnia 2018 spoczął w Prezydenckiej Bibliotece im. George H. W. Busha w College Station w grobie swej córki Pauliny Robin i żony.

## Życie prywatne
George Bush poślubił Barbarę Pierce 6 stycznia 1945 roku. Ślub odbył się w obrządku prezbiteriańskim w kościele w Rye. Para miała czterech synów: George’a (43. prezydent USA), Johna (43. gubernator Florydy), Neila i Marvina oraz jedną córkę Dorothy. Mieli także córkę Pauline Robinson (ur. 20 grudnia 1949), która zmarła 11 października 1953 roku na białaczkę.
Bush należał do Kościoła episkopalnego. Była pierwsza dama zmarła 17 kwietnia 2018 roku w Houston.

## Odznaczenia
- Order Wolności (Kosowo, 2004)[40]